# New Astronomy Reviews
New Astronomy Reviews is een internationaal, aan collegiale toetsing onderworpen wetenschappelijk tijdschrift op het gebied van de astronomie.
Het wordt uitgegeven door Elsevier; het eerste nummer verscheen in 1955.